# Stenus mutchieri
Stenus mutchieri är en skalbaggsart som beskrevs av Richard Eliot Blackwelder. Stenus mutchieri ingår i släktet Stenus och familjen kortvingar. Inga underarter finns listade i Catalogue of Life.